# 노리쇠

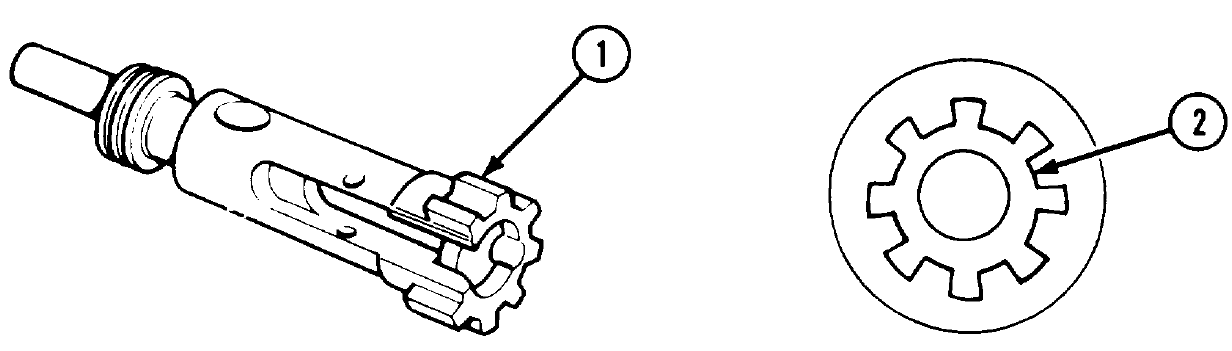
1)노리쇠 폐쇄 돌기, 2) 약실 폐쇄 돌기

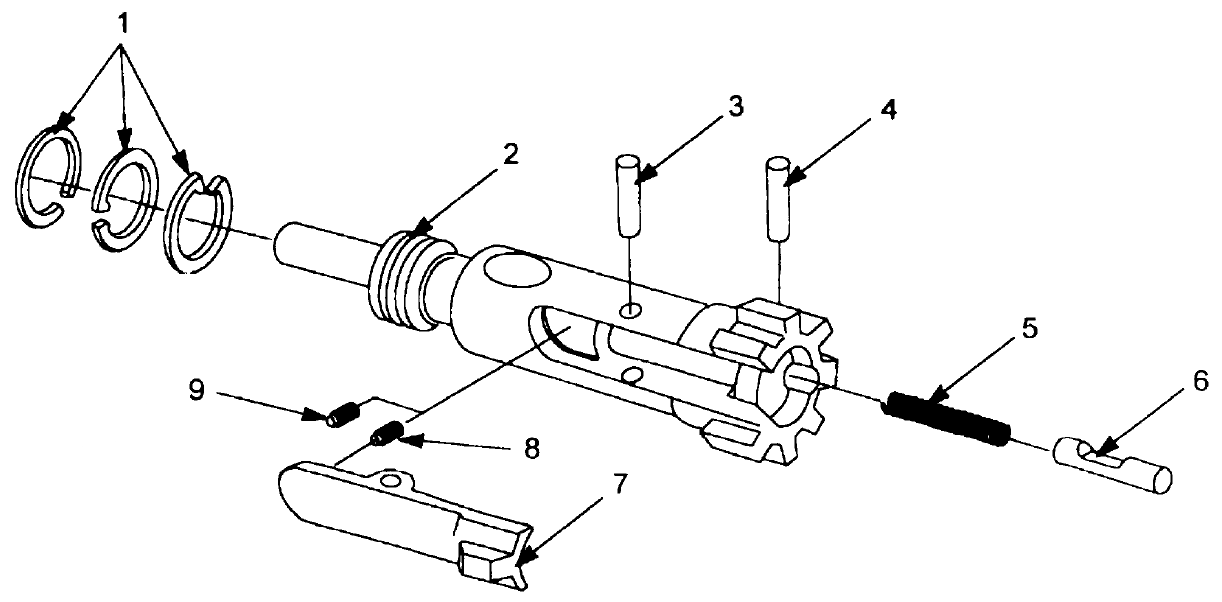
M16 소총 노리쇠 분해도. 6번은 차개(ejector), 7번은 갈퀴(extractor)

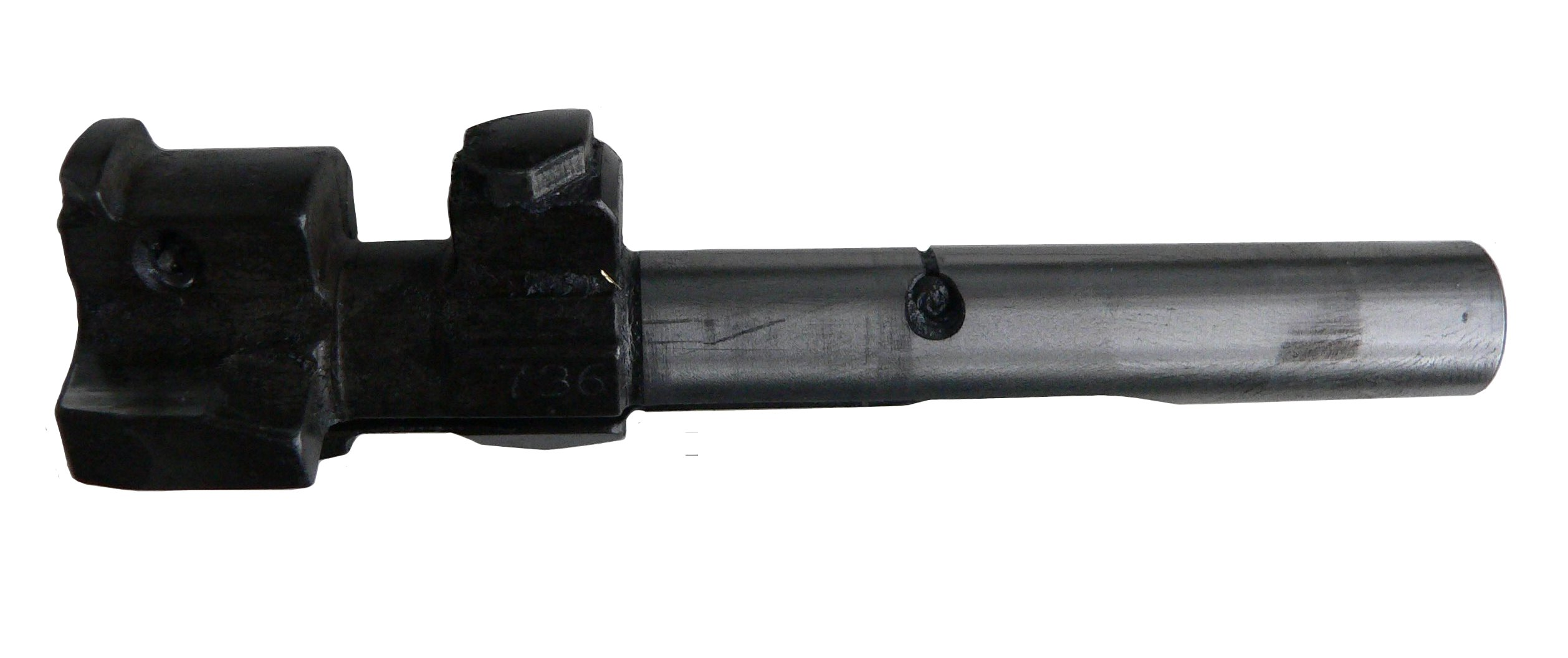
SIG 550 노리쇠

노리쇠(breechblock, bolt)는 화기에서 격발시 약실의 뒷부분을 폐쇄하는 부품이다. 보통 한국어로 노리쇠라고 하면 소총 등에 쓰이는, 노리쇠 뭉치(bolt carrier)와 기계적으로 연결되어 동작하는 노리쇠(bolt)를 말한다.
소총 등에 쓰이는, 노리쇠 뭉치(bolt carrier)와 기계적으로 연결되어 동작하는 노리쇠(bolt)를 영어로는 보통 볼트(bolt)라고 한다.
권총의 경우 슬라이드에 노리쇠(breechblock)가 완전히 고정되어 동작한다. 예외적으로 자동소총처럼 가스 작동식 및 회전 노리쇠 방식을 사용하는 데저트 이글은 슬라이드와 기계적으로 연결되어 동작하는 노리쇠(bolt)를 가지고 있다. 데저트 이글의 슬라이드는 자동소총의 노리쇠 뭉치 역할을 한다.

## 같이 보기
- 노리쇠 뭉치
- 공이